# Parechiniscus unispinosus
Parechiniscus unispinosus är en djurart som tillhör fylumet trögkrypare, och som beskrevs av da Cunha 1947. Parechiniscus unispinosus ingår i släktet Parechiniscus och familjen Echiniscidae. Inga underarter finns listade i Catalogue of Life.